# Stowarzyszenie Gmin Polska Sieć „Energie Cités”
Stowarzyszenie Gmin Polska Sieć „Energie Cités” (PNEC) (en.The Association of Municipalities Polish Network „Energie Cités”) – pozarządowa organizacja non-profit, od 1994 r. współpracująca z samorządami lokalnymi na rzecz kształtowania lokalnej polityki energetycznej.
Członkami Stowarzyszenia są miasta i gminy z Polski, a członkami wspierającymi firmy prywatne i inne stowarzyszenia. Stowarzyszenie należy do Europejskiej Sieci „Energy Cities” mającej siedzibę w Besançon we Francji. Ponadto od 2009 r. Stowarzyszenie działa jako pierwsza w Polsce Organizacja Wspierająca „Porozumienie Burmistrzów".

## Działalność
- doradztwo wykorzystywania funduszy strukturalnych,
- promocja energii odnawialnej,
- wskazywanie, jak efektywnie wykorzystywać energię,
- uczenie, jak chronić klimat przy jednoczesnym zapewnieniu zrównoważonego rozwoju gminy,
- promocja innowacyjnych technologii i najlepszych rozwiązań proenergetycznych,
- informowanie o źródłach finansowania projektów z zakresu zrównoważonego wykorzystania i produkcji energii,
- pomoc gminom w znalezieniu partnerów do projektów[1].

## Osiągnięcia
- udział w ponad 90 projektach krajowych i międzynarodowych
- organizacja ponad 400 seminariów, szkoleń, podróży studyjnych i konferencji w ramach projektów sponsorowanych przez programy Unii Europejskiej (TEMPUS, SAVE, ALTENER, INTERREG IIIC, INTERREG IVC, IEE, Central Europe) i Amerykańskiej Agencji Rozwoju Międzynarodowego USAID
- przeszkolenie ponad 7000 przedstawicieli samorządów, NGO, instytucji naukowych, finansowych i firm konsultingowych
- współpraca z partnerami z 25 krajów Europy (w tym m.in. Francji, Wielkiej Brytanii, Irlandii, Danii, Holandii, Hiszpanii, Portugalii, Grecji, Włoch, Litwy, Łotwy, Estonii, Ukrainy, Słowacji, Słowenii, Czech, Serbii, Chorwacji, Rumunii, Bułgarii i Mołdawii)[1].